# بردگوریهای کچوز ۱ تا ۳
بردگوریهای کچوز ۱ تا ۳ در شهرستان کوهرنگ، بخش بازفت، روستای کچوز واقع شده و این اثر در تاریخ ۲۴ فروردین ۱۳۸۲ با شمارهٔ ثبت ۸۲۰۳ به‌عنوان یکی از آثار ملی ایران به ثبت رسیده است.